# Tetchill
Tetchill är en by i civil parish Ellesmere Rural, i distriktet Shropshire, i grevskapet Shropshire, i England. Byn är belägen 22 km från Shrewsbury. Byn hade 544 invånare år 2021.